# Височанка (район Калуша)
Височанка — один з районів малоповерхової садибної забудови Калуша.

## Назва
Походить від назви гори, що височіє над Калушем і входить до складу даного району.

## Розташування
На півночі межує з дачним районом Залісся і лісовим масивом, на сході — з селом Студінка і районом Підгірки, на півдні — з центральною частиною міста, на заході — з районом Баня.

## Історія
Назва походить від однойменної вулиці, відомої ще з дорадянських часів. Похідну назву «Височанська» мала початкова школа № 3, яка розташовувалась тут у двох хатах у 1950—1975 рр.
Наймолодший район Калуша, який утворився наприкінці 60-х внаслідок роздачі земельних ділянок під забудову працівникам Калуського хіміко-металургійного комбінату та інших підприємств на землях, прилеглих до вулиці Височанка (за часів СРСР називалася Садовнікова). Хоча ще в середині 60-х над містом височіла гора, вкрита килимом диких червоних маків.
Сама вулиця Височанка з поодинокими будинками наявна ще на карті Ф. фон Міга 1763—1787 рр. та на карті Калуша 1809—1863 рр. У ХХІ ст. в результаті зручності транспортного зв'язку відійшли від виборчого округу Бані до виборчого округу Височанки старі вулиці Копальняна, Пачовського, Святої Варвари і Дмитра Паліїва, а нумерація залишилася попередньою (на цих вулицях починається не з боку вулиці Височанка, а з боку Бані).

## Сучасність
- Район малоповерхової садибної забудови.

- Включає вулиці: вул. Андрусяка, вул. Аркаса, вул. Бабія, вул. Бажана, вул. Березовського[2], вул. Вербицького, вул. Височанка, вул. Володимира Великого, вул. Галицька, вул. Гірська, вул. Гулака-Артемовського[3], вул. Залісся, вул. Кобилянської, вул. Колесси, вул. Коломийця Михайла,[4] вул. Купчинського,[5] вул. Курбаса, вул. Марка Вовчка, вул. Марка Черемшини, вул. Новаківського, вул. Остапа Вишні, вул. Палідовича, вул. Підкови, вул. Підлісна, вул. Польова[6], вул. Похила, вул. Родини Крушельницьких, вул. Самчука, вул. Сірка, вул. Сонячна, вул. Трублаїні[7], вул. Шопена, вул. Шухевича[8], вул. Яблунева, вул. Ярослава Мартинця[9].

- Церква УГКЦ Святого Духа.

- Старий[10][11][12] і новий цвинтарі.

- Традиційно є окремим виборчим округом та виборчою дільницею, окремою лікарською дільницею міської поліклініки.

- Транспорт: автобусні маршрути 8 і 8а [Архівовано 22 грудня 2015 у Wayback Machine.].
- Відноситься до загальноосвітньої школи № 1[13].
- Деякий час мав свій дитсадок.
- У 2011 році у криницях жителів Височанки зникла вода через карстові процеси в шахтні виробітки, в 2014 році почали проводити водогін[14].
- Жителі Височанки самостійно споруджують соціальні об'єкти — мініфутбольне поле, дитячий ігровий майданчик[15].
- Телевежа[16]

В ході кампанії декомунізації та деколонізації перейменували вулицю Ломоносова — на вулицю Володимира Великого, а вулицю Чехова — на вулицю Михайла Коломийця.

## Фотографії

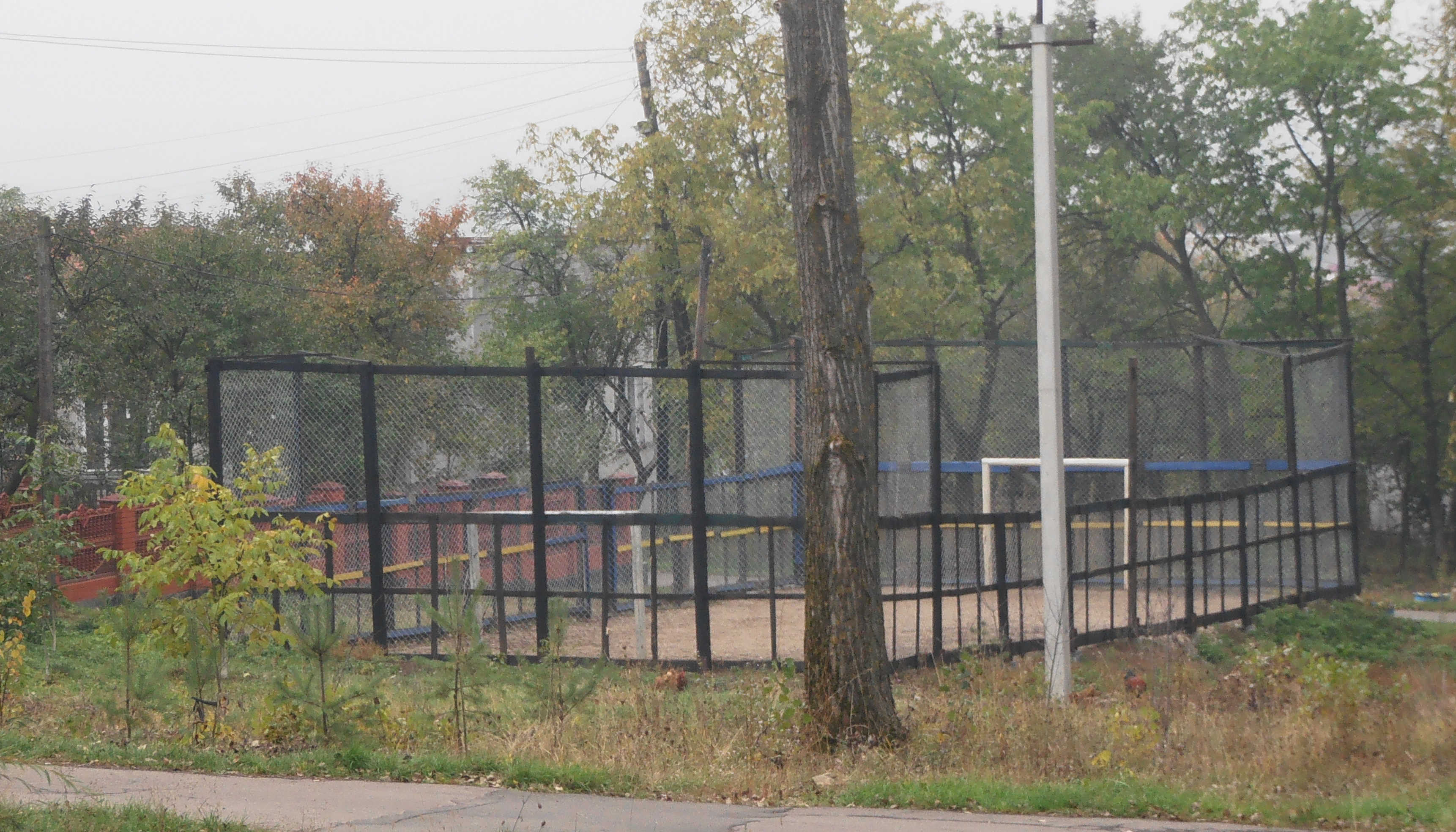
Міні-футбольний майданчик